# Gaspare Biassa
Gaspare Biassa (La Spezia, 1450? – Perugia?, 1492) è stato un generale e ammiraglio italiano.

## Biografia
Della potente famiglia della Spezia, originaria del territorio di Biassa, nasce verso la metà del XV secolo, primogenito di Antonio e di Astigiana de' Franchi.
È uno dei protagonisti dell'insurrezione genovese contro la dominazione sforzesca: nel 1477, insieme al fratello Baldassarre, caccia dalla Spezia le truppe ducali che la presidiano. 

I due fratelli s'impadroniscono delle fortezze cittadine, ma decidono di disubbidire all'ordine del 6 aprile 1477 impartito da Ibleto Fieschi e dai Capitani della libertà di Genova di distruggerle, ritenendo più utile conservarle contro un possibile ritorno dei milanesi.
Accusati di sedizione sono però poi assolti dal nuovo Governatore genovese Prospero Adorno e posti a capo del Vicariato della Spezia. Nell'estate del 1478 Gaspare è unico Vicario ed è militarmente attivo in Lunigiana contro i Fiorentini che miravano ad entrare nel territorio genovese.
Nel 1478 Sposa Bartolomea de' Mari esponente dell'antica famiglia genovese da cui, figlio di Teodorina de' Mari, era nato Giovanni Battista Cybo, poi papa Innocenzo VIII).
Due anni dopo, con due triremi, è al diretto servizio navale di Genova sia per il suo approvvigionamento che per la guerra di corsa nella quale si scontra con le navi corsare di Paolo Fregoso e di Gerolamo di Montenegro che insegue fino a Portovenere (1481). Nello stesso anno s'impadronisce di una nave catalana.
Nel 1481 è chiamato a far parte della spedizione navale genovese, comandata da Paolo Fregoso, richiesta dal papa Sisto IV contro i Turchi che avevano conquistato Otranto. Fa poi ritorno e riprende la sua carica di Vicario della Spezia.

Nel novembre 1482 fa inutilmente richiesta al governo l'autorizzazione di tenere un manipolo di fanti per una migliore difesa del territorio.
Nel 1483 è accusato di indebito sequestro di frumento destinato alla città di Taggia e dal doge è sollecitato alla restituzione. Per un'analoga irregolarità verso gli abitanti di Porto Venere sarà condannato alla restituzione dal doge nel 1485.
Nel 1484 il parente Giovanni Battista Cybo è eletto papa con il nome di Innocenzo VIII e lo convoca a Roma insieme al fratello Baldassarre: i due fratelli sono nominati ammiragli delle galee papali e inviati a Genova nel novembre 1485 con quattro galee al doge Paolo Fregoso.

Nel 1486, da solo, o in concomitanza con il fratello Baldassarre, svolge il compito di protezione marittima al traffico frumentario genovese.
Dal 1489 al 1492 (anno della sua morte) a Perugia svolge funzione di Tesoriere papale.